# Exempli gratia
La locuzione latina exempli gratia, utilizzata spesso – sia nella lingua italiana che in quella inglese – nella forma abbreviata e.g., significa “ad esempio” (o "per esempio") e, come queste ultime, si usa per introdurre un'esemplificazione.
In italiano, viene adattata anche con esempigrazia o esempligrazia.
Talvolta si usa con lo stesso significato anche l'espressione latina verbi gratia (letteralmente: "per citare una parola"), o l'adattamento italiano verbigrazia, che – nelle poesie, ma anche nella conversazione ordinaria – possono assumere sfumature ironiche o scherzose.